# Chologaster cornuta
Chologaster cornuta är en fiskart som beskrevs av Agassiz, 1853. Chologaster cornuta ingår i släktet Chologaster och familjen Amblyopsidae. Inga underarter finns listade i Catalogue of Life.